# Ada Marshania
Ada Marshania (georgiano: ადა მარშანია) nasceu a 1 de julho de 1961. É uma política georgiana de origem abecázia, vinculada ao governo abecázio no exílio da República Autónoma de Abecázia, reconhecida pela Geórgia como o governo legítimo de Abecázia.
Estudou direito na Universidade Estatal de São Petersburgo.